# Rafał Scherman
Rafał Scherman, Rafael (Raphael) Schermann (ur. 18 marca 1874 w Krakowie, zm. po 1940) – polski psychografolog.

## Życiorys
Rozpoczął swoją edukację w chederze, potem skończył szkołę realną i szkołę handlową. Z zawodu urzędnik asekuracyjny, pracował najpierw w krakowskiej filii towarzystwa ubezpieczeniowego Feniks, a potem w centrali towarzystwa w Wiedniu. Zdolności grafologiczne przedstawiał najpierw znajomym. Z czasem o jego talencie zaczęli pisać dziennikarze. Podczas I wojny światowej walczył w wojsku austriackim. W 1918 w wiedeńskiej sali koncertowej miał pierwszy publiczny odczyt. Potem dał serię wykładów w Berlinie, Szwajcarii, Czechosłowacji, Budapeszcie, Polsce i Rumunii. W latach 1923 i 1924 odbył tournée po Stanach Zjednoczonych.
O jego zdolnościach opublikowano kilka prac naukowych i popularnych, m.in. książki Hayeka i praca austriackiego psychiatry Oskara Fischera. Jego książkę Pismo nie kłamie (wydana po niemiecku w 1929 w Berlinie) przetłumaczono na angielski, francuski, szwedzki, polski, czeski. Był bohaterem dwóch filmów i serii kryminalnych opowiadań.
W latach 30. XX wieku osiadł w Krakowie, a przed wybuchem II wojny światowej przeprowadził się do Warszawy. Zaginął w czasie wojny w niejasnych okolicznościach. Według innych źródeł, w 1941 roku miał przebywać na Syberii.

## Publikacje
- Pismo nie kłamie: psychografologia. Kraków: Księg. Powszechna, 1939[16] (wznowiona 1993[17], 2002[18])
- Hilfe! Mörder!. Berlin-Leipzig: Verl. Schaefer & Co., 1932[19]
- Trzy testamenty księcia X. Kraków: „Senzacja”, [1935][20]
- O pół minuty... Kraków: „Senzacja”, [1935][21]
- Samobójstwo zmarłego (1935; wznowiona 2014); kryminał[22]